# 平岩駅
平岩駅（ひらいわえき）は、新潟県糸魚川市大字大所字平岩にある、西日本旅客鉄道（JR西日本）大糸線の駅である。

## 歴史
- 1957年（昭和32年）8月15日：国有鉄道大糸線 中土駅 - 小滝駅間延伸と同時に開業[1]。旅客・貨物の取扱[2]。
- 1981年（昭和56年）11月20日：貨物の取扱を廃止[2]。
- 1984年（昭和59年）2月1日：荷物扱い廃止[2]。
- 1987年（昭和62年）4月1日：国鉄分割民営化により、西日本旅客鉄道（JR西日本）の駅となる[2]。
- 1995年（平成7年）7月12日：7.11水害により、駅構内および姫川に掛かる橋梁が流出[3]。列車の運行が休止状態になる[4]。
- 1996年（平成8年）1月16日：平行する国道148号の復旧に伴い、不通区間のバス代行輸送を開始[5]。
- 1997年（平成9年）11月29日：全線復旧し、夕方から運行を再開[6]。
- 2002年（平成14年）
  - 3月23日：無人駅化[3]。
  - 6月：平岩簡易郵便局勤務の地元住民が「街の駅長」に就任[7]。
  - 時期未詳：駅舎寄りの線路が撤去され、ホームが1面1線の構造となる。
- 2014年（平成26年）
  - 11月22日：長野県神城断層地震による信濃大町駅 - 糸魚川駅間の不通により営業休止。
  - 11月23日：当駅 - 糸魚川駅間復旧により営業再開。不通区間が信濃大町駅 - 当駅間となる。
  - 11月26日：南小谷駅 - 当駅間復旧。

## 駅構造

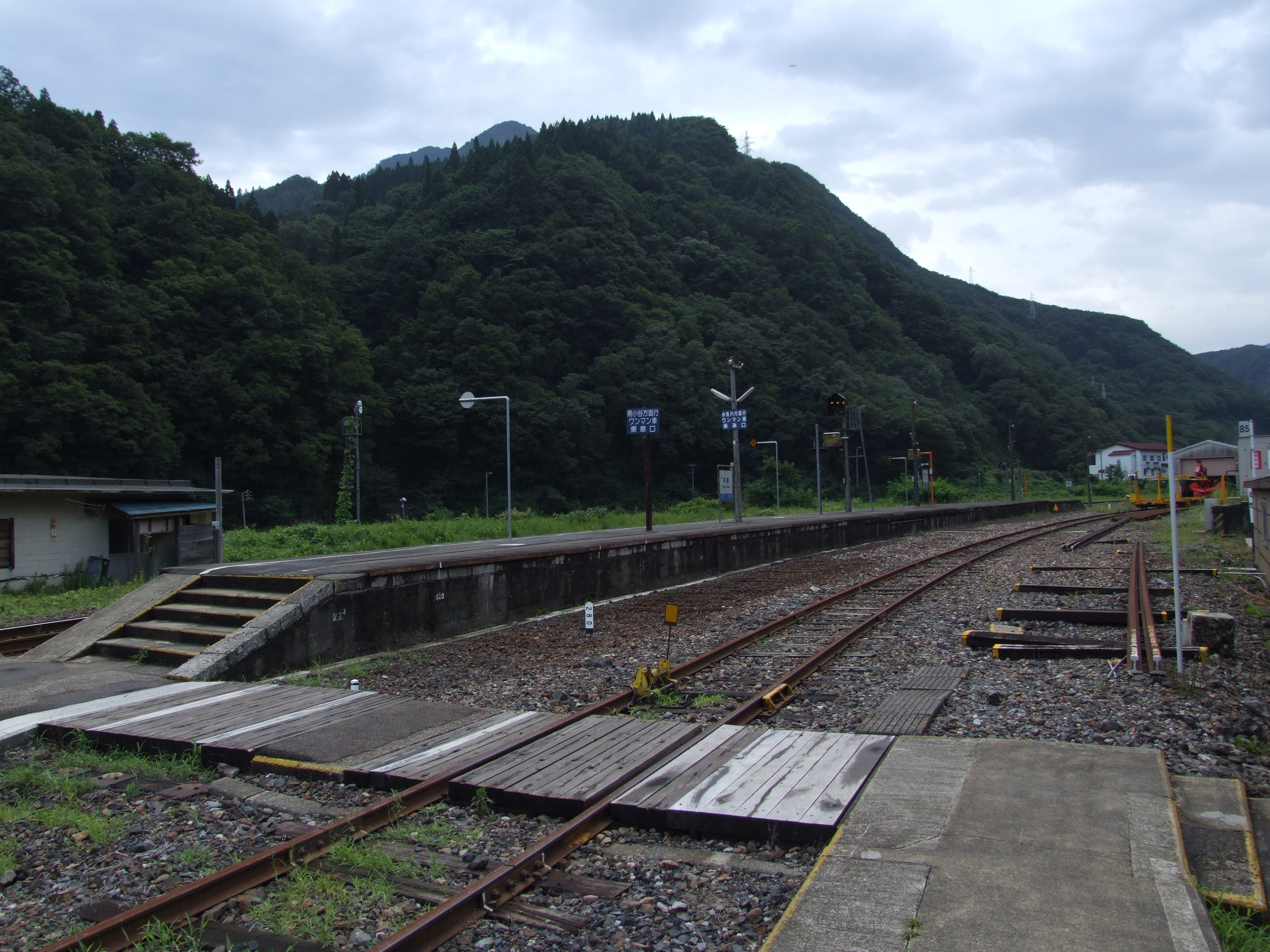
構内（2009年1月）

地上駅で、以前は島式1面2線で列車交換も実施されていたが、駅舎寄りの線路が撤去された。そのため現在はホームは単式1面1線となっているが、糸魚川駅と当駅を結ぶ区間列車が設定されているため、信号管理上閉塞境界としての機能が存置され、場内・出発信号機が設置されている。ホームには列車接近警告機が設置されている。当駅と糸魚川駅の間を1往復する列車が2本設定されている。また、一部の列車は当駅を境に別列車扱いになる。
北陸広域鉄道部が管理する無人駅。かつては社員配置駅だったが2002年（平成14年）3月23日以降無人駅となっており、自動券売機も設置されていない。ただし、無人化後の数年は夏の登山シーズンのみ臨時で職員が派遣され、車内補充券発券機で乗車券を発売していた。駅舎はホームより低い所にあり、階段を登って構内踏切を渡ることでホームへ入る形である。
当駅の所在地は新潟県糸魚川市であるが、駅舎には長野県小谷村の有線放送電話機が設置されている。

## 利用状況
近年の1日平均乗車人員は以下の通りである。
| 年度   | 1日平均 乗車人員 |
| ------ | ---------------- |
| 2004年 | 17               |
| 2005年 | 14               |
| 2006年 | 12               |
| 2007年 | 10               |
| 2008年 | 8                |
| 2009年 | 9                |
| 2010年 | 7                |
| 2011年 | 6                |
| 2012年 | 7                |
| 2013年 | 6                |
| 2014年 | 5                |
| 2015年 | 8                |
| 2016年 | 5                |
| 2017年 | 4                |
| 2018年 | 3                |
| 2019年 | 2                |
| 2020年 | 1                |
| 2021年 | 2                |
| 2022年 | 3                |

## 駅周辺

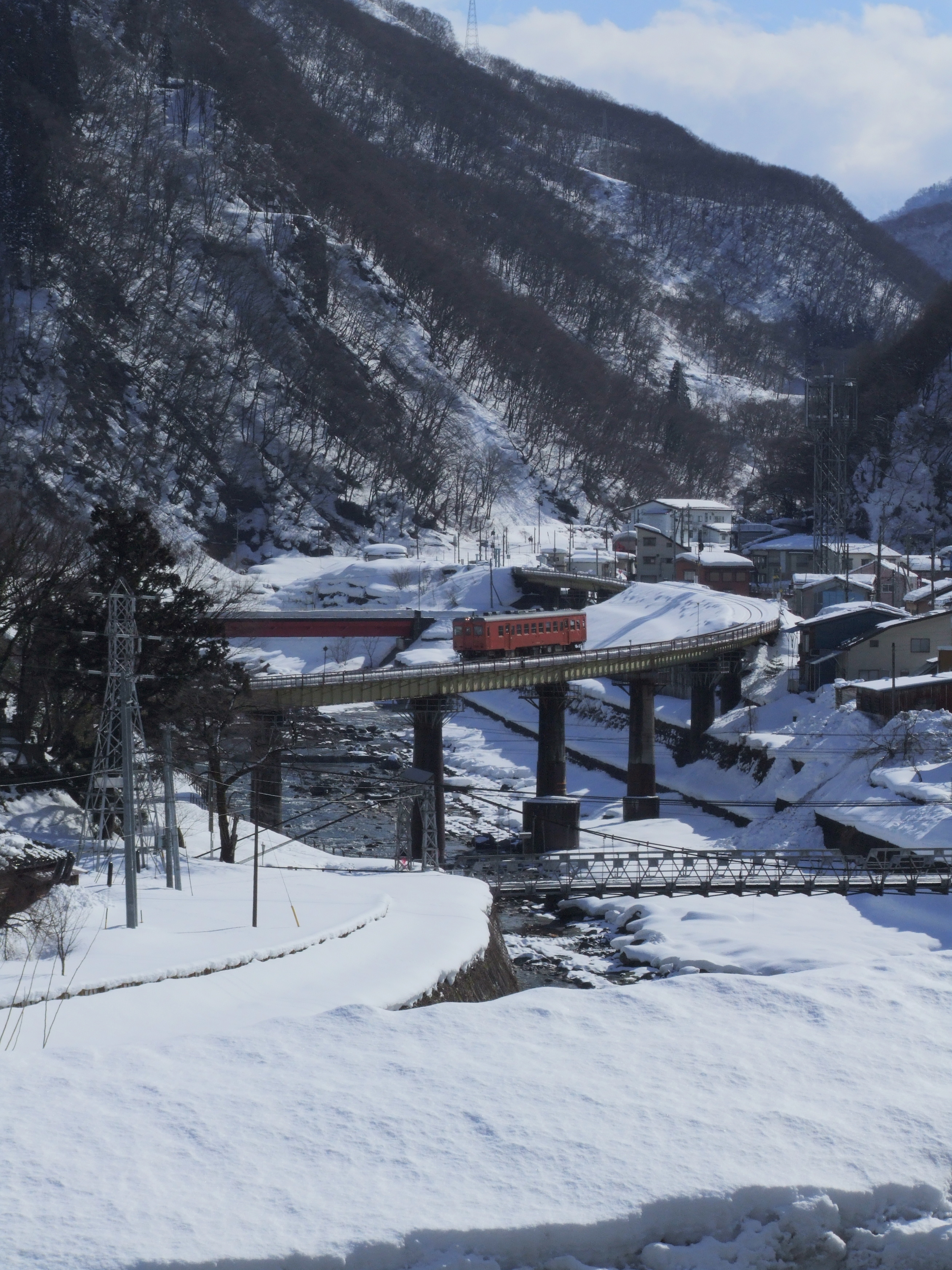
北側から俯瞰した駅周辺風景（2010年1月）
姫川には吊り橋が架かる。

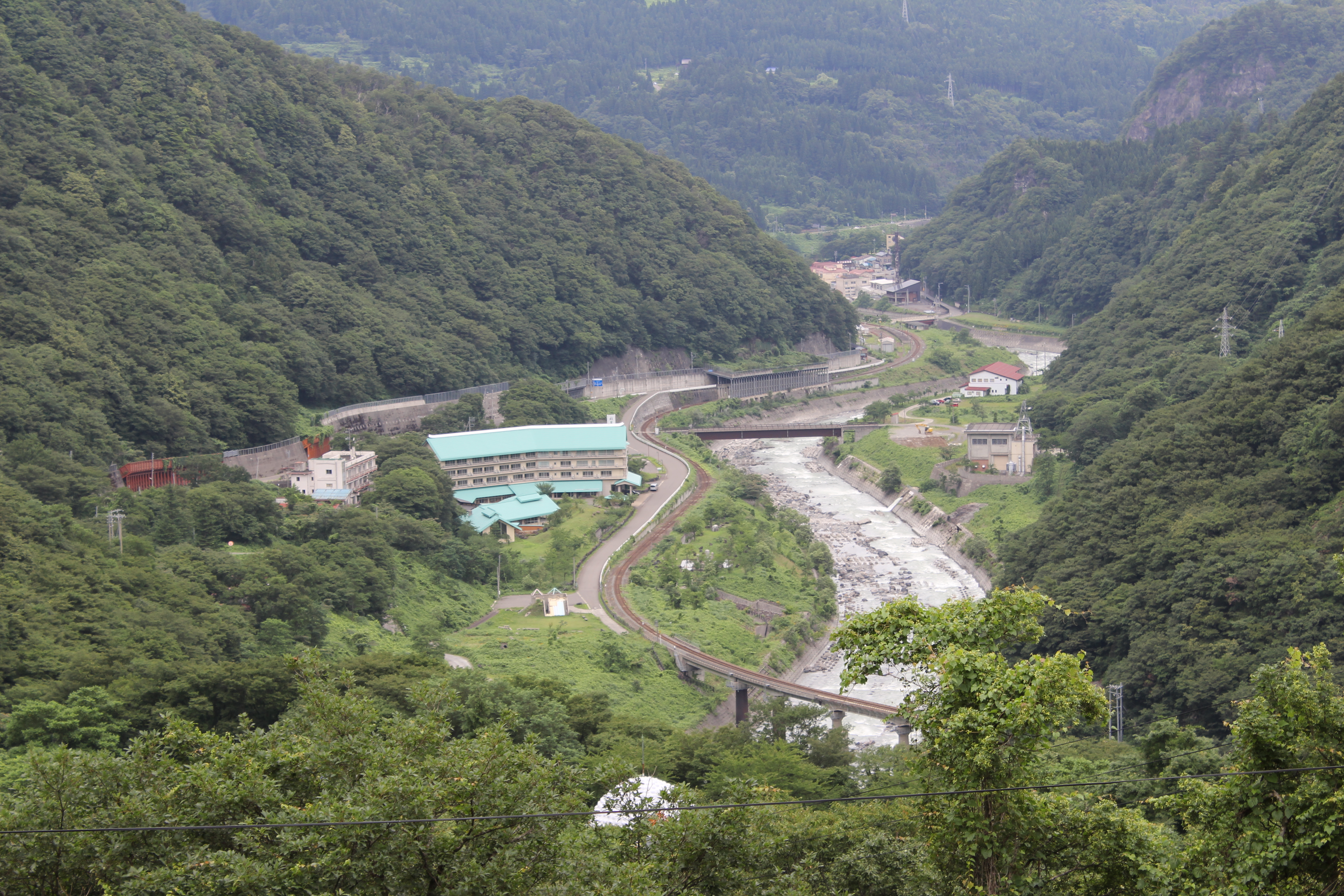
南の葛葉峠から俯瞰した姫川温泉

当駅は新潟・長野の県境付近に位置しており、駅のすぐそばを流れる姫川を渡ると長野県となる。姫川の両岸には姫川温泉が広がっており、新潟県側・長野県側いずれにも湯量豊富な温泉宿が営業している。
蓮華温泉行きバスの乗換駅であり、白馬岳登山の入り口でもある。特に夏場は、それらへの玄関駅として賑わう。
駅前には平岩簡易郵便局がある(一時閉鎖中)。
駅から南へ2-3 kmほどの地域は1995年（平成7年）の7.11水害や翌年の蒲原沢土石流災害で甚大な被害を受けた地域であり、新潟県道375号（旧国道148号）の葛葉峠付近は2016年頃まで通行止めが続いた。被災前は蒲原温泉があった。
大糸線は当駅付近で新潟・長野の県境を複数回横断している。当駅から南（北小谷寄り）へ1 km強の地点で県境を横断するほか、当駅の約500メートル北側（小滝寄り）の地点や、さらに北側の鎌倉山トンネル（長さ2 km弱）にも県境を横断する箇所がある。

### 周辺の施設
- デンカ 大網発電所
- デンカ 大所川発電所
- デンカ 横川第二発電所
- 黒部川電力 姫川第六発電所 取水口
- 白馬大仏
- 木地屋の里 - 当駅より西へ5 kmほどの山間部の集落に位置する。
- 大網農山村体験交流施設・つちのいえ - 当駅より東へ2 kmほどの山間部の集落に位置する。

## バス路線
駅前にある「平岩駅」停留所にて、以下の路線バスや乗合タクシーが発着する。
なお、小谷村営バスのみ北側の県道505号と375号の2つの県道が交わる交差点付近に停車する。

### 駅舎側
- 糸魚川バス（7 - 10月運転）
  - 糸魚川駅 / 蓮華温泉
- 糸魚川市 糸魚川地域乗合タクシー
  - 木地屋・平岩診療所線（特定の曜日のみ運行）
  - 山之坊・平岩駅線（特定の曜日のみ運行）

### 県道505号と県道375号の交差点側
- 小谷村営バス
  - 北小谷線：大網 / 南小谷駅

## 隣の駅
西日本旅客鉄道（JR西日本）
■大糸線
北小谷駅 - 平岩駅 - 小滝駅